# Campocraspedon satoi
Campocraspedon satoi är en stekelart som beskrevs av Tohru Uchida 1957. Campocraspedon satoi ingår i släktet Campocraspedon och familjen brokparasitsteklar. Inga underarter finns listade.